# سورن هامزویان
سورن آرشاکی هامزویان (ارمنی: Սուրեն Արշակի Համզոյան؛  ۱۰ اکتبر ۱۹۱۵ – ۲۸ مهٔ ۱۹۸۱) یک بازیگر اهل ارمنستان بود. وی بین سال‌های ۱۹۳۵ تا ۱۹۷۴ میلادی فعالیت می‌کرد.

## زندگی‌نامه
وی در ۱۰ سپتامبر ۱۹۱۵ در خرخان به دنیا آمد .  وی در ۲۸ آوریل ۱۹۸۱ در سن ۶۵ سالگی در استپاناکرت درگذشت.

## گزیده فیلمشناسی
از فیلم‌ها یا برنامه‌های تلویزیونی که وی در آن نقش داشته است می‌توان به ناموس، پپو اشاره کرد.

## یادداشت
1. ↑  Նադեժդա Համզոյան
2. ↑  Վալերի Համզոյան, Համլետ Համզոյան, Սվետլանա Համզոյան